# Jean-Baptiste Du Bois
Jean Baptiste Du Bois est un maître écrivain actif à Cambrai dans la première moitié du XVIIe siècle.

## Œuvres
- Alphabet inventé et mis en lumière par Jan Bapte du Bois... Cambrai : Josse Laurent, [avant 1637], 30 f. Becker 1997 n° 77.